# Doctrina Social de l'Església
La Doctrina Social de l'Església és un cos doctrinal desenvolupat pel magisteri de l'Església Catòlica sobre temes com la riquesa i la pobresa, l'economia, les organitzacions socials i l'Estat. Es considera que els seus fonaments van ser l'encíclica Rerum Novarum, que el Papa Lleó XIII publicà el 1891, on advocava pel Distributisme econòmic i condemnava el socialisme, tot i que les seves arrels poden arribar fins als escrits de pensadors catòlics com Sant Agustí d'Hipona o Sant Tomàs d'Aquino, derivant de conceptes ja presents a la Bíblia.
D'acord amb el Papa Benet XVI, el seu propòsit és "simplement ajudar a purificar la raó i a contribuir, ací i ara, al reconeixement i a l'assoliment del que és just... [L'Església] ha d'interpretar el seu paper mitjançant arguments racional i ha de despertar les energies espirituals, sense les quals la justícia... no pot afirmar-se ni prosperar". D'acord amb Joan Pau II, la seva fundació "descansa sobre el triple pilar de la dignitat humana, la solidaritat i la subsidiarietat". Aquestes preocupacions es fan ressò d'elements de la llei jueva i dels llibres profètics de l'Antic Testament, i recorda les ensenyances de Jesucrist recollides al Nou Testament, com la declaració que "tot el que feu pels meus germans, m'ho esteu fent a Mi".
La doctrina social de l'Església es distingeix en les seves crítiques consistents vers les idees socials i polítiques modernes, tant de l'esquerra com de la dreta: el liberalisme, el comunisme, el feminisme, l'ateisme, el socialisme, el liberalisme, el capitalisme, el feixisme i el nazisme han estat condemnades, almenys en les seves formes pures, per diversos papes des del segle xix.

## Història
| Documents Clau |
| Rerum Novarum (1891) Quadragesimo Anno (1931) Mater et Magistra (1961) Pacem in Terris (1963) Gaudium et Spes (1965) Dignitatis Humanae (1965) Populorum Progressio (1967) Humanae Vitae (1968) Solicitudo Rei Socialis (1987) Centesimus Annus (1991) Deus Caritas Est (2005) Caritas in Veritate (2009) |
| Figures Clau |
| Lleó XIII Pius XI Pius XII Joan XXIII Pau VI Dorothy Day Oscar Romero Joan Pau II Joseph Bernardin |
| --- |

Els principis de la doctrina social de l'Església, tot i que en molts casos tenen un origen molt antic, començaren a combinar-se conjuntament a finals del segle xix. Des de llavors, diversos papes han afegit i desenvolupat el tema dins del cos del magisteri social de l'Església, principalment mitjançant encícliques.

### Rerum Novarum
La publicació de l'encíclica Rerum Novarum per Lleó XIII el 1891 marcà l'inici del desenvolupament d'un cos reconexible de magisteri social a l'Església Catòlica. Tractava sobre persones, sistemes i estructures, les tres coordenades de la promoció moderna de la justícia i la pau, ara establerta com a missió integral de l'Església. Als anys que la seguiren van haver nombroses encícliques i missatges sobre problemàtica social; diverses formes d'acció catòlica desembocaren en diferents parts del món, i l'ètica social començà a ensenyar-se a escoles i seminaris. En commemoració del 40è aniversari de la "Rerum Novarum", el papa Pius XI publicà Quadragesimo Anno, on expandí alguns d'aquests temes.

### Joan XXIII
Després de la Segona Guerra Mundial va haver-hi un nou desenvolupament quan l'atenció es girà vers els problemes del desenvolupament social i econòmic, així com sobre les relacions internacionals. El 15 de maig de 1961 Joan XXIII publicà Mater et Magistra, subtitulada "Cristiandat i Progrés Social". Aquesta encíclica expandia la doctrina social de l'església fins a cobrir les relacions entre els països rics i pobres, examinant l'obligació dels països rics a assistir els pobres mentre que respectessin les seves cultures particulars. Inclou un examen sobre l'amenaça del desequilibri econòmic cap a la pau mundial. L'11 d'abril de 1963, Joan XXIII encara expandí més el tema a la Pacem in Terris, la primera encíclica dirigida tant a catòlics com a no-catòlics. Allà, el papa enllaçava l'establiment de la pau mundial mitjançant la creació d'una fundació consistent a tenir cura dels drets i les responsabilitats entre les persones, grups socials i estats, tant localment com internacionalment. El Papa exhortava els catòlics a entendre i aplicar el magisteri social:
Un cop més exhortem el nostre poble que tingui un paper actiu en la vida pública, i que contribueixi a la consecució del bé comú de tota la família de la humanitat així com al del seu propi país. Hem d'esforçar-nos, a més, a la llum de la Fe i amb la força de l'amor, a assegurar que les diverses institucions, bé siguin econòmiques, socials, culturals o polítiques, no estiguin per crear obstacles, sinó per facilitar o, almenys, fer menys ardorosa el perfeccionament de la gent tant en l'ordre natural de les coses com sobrenatural.
Aquest document, publicat en un dels moments àlgids de la Guerra Freda, també incloïa una denúncia de la cursa d'armaments nuclears i una crida per a l'enfortiment de les Nacions Unides.

### El Concili Vaticà II
El document principal del Concili Vaticà II relatiu al magisteri social és la Gaudium et Spes, la "Constitució Pastoral sobre l'Església i el Món Modern", que es considera una de les fites capitals del Concili. A diferència de documents anteriors, aquesta és una manifestació de tots els bisbes, i cobreix un ampli radi de temes sobre la relació de preocupacions socials i l'acció cristiana. Com a nucli, el document afirma la dignitat fonamental de cada ésser humà, i declara la solidaritat de l'Església amb aquells que pateixen, i amb aquells que conforten els quals pateixen:
La joia i l'alegria, la tristesa i l'angoixa del nostre temps, especialment d'aquells que són pobres o afligits, són el goig i l'alegria, la tristesa i l'angoixa dels seguidors del Crist també.
Altres documents conciliars, com Dignitatis Humanae, esbossats principalment pel jesuïta americà John Courtney Murray, tenen actualment importants aplicacions al magisteri social de l'església sobre la llibertat.

### Pau VI
Igual que el seu predecessor, el Papa Pau VI es fixà en les diferències en salut i desenvolupament entre l'oest industrialitzat i el Tercer Món a la seva encíclica Populorum Progressio de 1967 (El Desenvolupament dels Pobles). Afirma que només la llibertat de comerç internacional no és adequada per a corregir aquestes disparitats i donà suport al paper de les organitzacions internacionals en dirigir-se a aquesta necessitat. El Papa Pau demanà a les nacions riques que trobessin les seves obligacions morals vers les nacions pobres, apuntant la relació entre el desenvolupament i la pau. La intenció de l'Església no és prendre partit, sinó advocar per la dignitat humana bàsica:
No hi pot haver un progrés vers el desenvolupament complert de les persones sense el desenvolupament simultani de tota la humanitat en l'esperit de la solidaritat.
Experimentada en els afers públics, l'Església... "busca un únic objectiu: portar endavant la tasca del Crist mateix sota la direcció del l'Esperit"... Però com que l'Església viu a la història, ha "d'interpretar els signes dels temps i interpretar-los a la llum de l'Evangeli." Compartint les aspiracions més nobles d'homes i dones i pateix quan veu que no se satisfan, vol ajudar-los a obtenir el seu flux ple, i això és el perquè s'ofereix a tots aquells que tenen el seu mateix atribut característic: una visió global de l'home i de la raça humana.
Al maig de 1971, la carta apostòlica Octogesima Adveniens, dirigida al desafiament de l'urbanisme i a la pobresa urbana i destacava la responsabilitat personal dels cristians a respondre a la injustícia. Amb motiu del desè aniversari del Concili Vaticà II (26 d'octubre de 1975), Pau VI publicà Evangelii Nuntiandi (Evangelització al Món Modern), on declarava que combatre la injustícia és una part essencial de l'evangelització dels pobles moderns.

### Joan Pau II i el nou mil·lenni
El Papa Joan Pau II continuà la tasca dels seus predecessors de desenvolupar el cos de la doctrina social catòlica. La seva encíclica de 1981 Laborem Exercens té una importància particular:
En una mà hi ha un sentit moral creixent que alerta del valor de cada individu com a ésser humà sense distinció de raça, nacionalitat, religió, opinió política o classe social. A l'altra mà aquestes proclames es contradiuen a la pràctica. Com aquestes afirmacions solemnes poden reconciliar-se amb aquests atacs contra la vida humana i el rebuig a l'acceptació d'aquells que són febles, necessitats, vells, o que només han estat concebuts? Aquests atacs van directament contra el respecte a la vida; amenacen el propi significat de la coexistència democràtica, i les nostres ciutats s'arrisquen a ser societats de gent que és rebutjada, marginada i oprimida, en lloc de comunitats de "gent que viu junta"
Laborem Exercens qualifica l'ensenyament de la propietat privada amb relació a l'ús comú dels béns que tots els homes, com a fills de Déu, tenen dret. L'Església "sempre ha entès aquest dret dins del més ampli context del dret comú a usar els dons de tota la creació: el dret a la propietat privada està subordinat al dret a l'ús comú, al fet que els béns són per a tots. "

## Principis
Cada comentador té la seva pròpia llista de principis claus i documents, i no hi ha cap mena de "canon" oficial.

### Dignitat humana
El principi del magisteri social catòlic és la visió correcta de la persona humana: "Sent a imatge de Déu, l'ésser humà té la dignitat de la persona, no és un quelcom, sinó que és un algú. És capaç de l'autoconeixement, de l'autopossessió i de donar-se lliurement i absolutament en comunió amb altres persones. I és cridat per la gràcia a l'aliança amb el seu Creador, per oferir-li una resposta de fe i amor que cap altra criatura pot donar."

### Solidaritat
La solidaritat és la decisió ferma i perseverant d'esforçar-se pel bé comú, no un entendriment buit o superficial per la desgràcia dels altres. La solidaritat, que brolla de la fe, és fonamental per la visió cristiana de l'organització social i política. Cada persona està connectada i és dependent de tota la humanitat, de manera individual i col·lectiva.

### Caritat
A Caritas in Veritate, l'Església Catòlica afirma que la "caritat és al cor de l'Església". Totes les responsabilitats i tots els compromisos adquirits per aquesta doctrina deriven de la caritat que, d'acord amb l'ensenyança de Jesús, és la síntesi de tota la llei (Mt 22:36-40). Dona una substància real a la relació personal amb Déu i amb el veí; és el principi no només de la microrelació, sinó que amb els amics, els membres de la família o amb els petits grups.
L'Església ha escollit el concepte de "caritat en veritat" per evitar una degeneració en un sentimentalisme on l'amor esdevé buit. En una cultura sense amor, hi ha un risc fatal de perdre l'amor. Sent una presa fàcil de contingents emocionals i opinions subjectives, hom abusa de la paraula "amor" i aquesta queda distorsionada, fins al punt de significar el contrari. La veritat allibera la caritat dels límits d'una emoció que la priva de contingut i relació social, així com d'un fidelisme que la priva dels drets humans. A la veritat, la caritat mostra la dimensió pública de la fe en Déu i la Bíblia.

### Subsidiarietat
El Papa Pius XI afirmà que és un principi fonamental de la filosofia social, fix i incanviable, que hom no pot fugir de les persones i negar a la comunitat el que poden acomplir mitjançant les seves pròpies empreses i/o indústries.

### Distributisme
El distributisme manté que les estructures socials i econòmiques han de promoure l'àmplia propietat de les empreses i és la base pel dret de la competència i les cooperatives econòmiques, incloent-hi els sindicats de crèdit. Rerum Novarum, Quadragesimo Anno i Centesimus Annus són documents de la Doctrina Social de l'Església que advoquen pel distributisme econòmic.

## Temes claus
Com en els principis anteriors, no existeix una llista de temes claus. La Conferència Episcopal Estatunidenca ha identificat 7 temes claus de la doctrina social. D'altres fonts indiquen més o menys temes claus basant-se en la lectura dels documents claus del magisteri social.

### Santedat de la vida humana i de la dignitat de la persona
El principi fondacional de tot el magisteri social catòlic és la santedat de la vida humana. Els catòlics creuen que la inherent dignitat de la persona humana comença des de la concepció i acaba amb la mort natural. Creuen que la vida humana ha de ser valorada infinitament més que les possessions materials. El Papa Joan Pau II va escriure i va parlar extensivament sobre el tòpic de la inviolabilitat de la vida humana i la dignitat a la seva encíclica Evangelium Vitae.
Els catòlics s'oposen a les accions considerades com atacs a la vida humana, com l'avortament, l'eutanàsia, la pena de mort, el genocidi, la tortura, els atacs directes i intencionats contra els no-combatents en una guerra, així com qualsevol llevament intencionat de la vida humana innocent. A la constitució pastoral del Segon Concili Vaticà sobre el paper de l'Església al món modern Gaudium et Spes es diu que des del moment de la seva concepció la vida ha de ser protegida amb la major cura. L'Església no s'oposa a la guerra en totes les circumstàncies, sinó que la teologia moral generalment ha posat èmfasi en la teoria de la guerra justa.
Als darrers anys, alguns catòlics han defensat la no aplicació de la pena de mort, encara que fins i tot els més oposats reconeixen que el magisteri tradicional de l'Església no exclou el recurs de la pena de mort, si aquest és l'únic mode practicable de defensar les vides dels éssers humans contra el seu agressor. El Catecisme Romà diu que la pena capital és una
| « | mena d'assassinat legal que correspon a les autoritats civils, a les que se'ls dona el poder sobre la vida i la mort, mitjançant l'exercici legal i judicios de castigar els culpables i protegir els innocents. L'ús just d'aquest poder, lluny d'implicar el crim de l'assassinat, és un acte d'obediència suprema a aquest Manament que prohibeix l'assassinat. La finalitat d'aquest Manament és la preservació i la seguretat de la vida humana. Ara els càstigs infligits per l'autoritat civil, que són els venjadors legítims del crim, naturalment tendeixen a aquest fi, car donen seguretat a la vida mitjançant la repressió de l'ultratge i la violència. D'ací venen les paraules de David: Al matí he mort a tots els impius de la terra, que podria matar tots els que fan inquina de la ciutat del Senyor. | » |

Amb relació a la mateixa preocupació sobre la cita anterior del Catecisme Romà, el Catecisme de l'Església Catòlica, més recent, també diu que la pena capital:
| «                                      | El magisteri tradicional de l'Església no exclou, suposant la comprovació absoluta de la identitat i de la responsabilitat del culpable, al recurs de la pena de mort, quan aquest és l'únic mode practicable per defensar les vides dels éssers humans de manera efectiva contra l'agressor. Si, en canvi, els mitjans incruents són suficients per defensar-se de l'agressor i per protegir la seguretat de les persones, l'autoritat pública ha de limitar-se a aquests mitjans, car corresponen millor a les condicions concretes del bé comú i són més d'acord amb la dignitat de la persona humana. Avui, de fet, tenint presents els mitjans de l'Estat per reprimir eficaçment el crim convertint en inofensiu aquell que l'ha comès, sense deixar-lo definitivament de la possibilitat de redempció, els casos d'absoluta necessitat per la supressió del criminal... són molt rars, si no pràcticament inexistents. | » |
| — Joan Pau II, Evangelium vitae 56.]." | |   |

Els éssers humans creients estan fets a imatge i semblança de Déu. La doctrina catòlica ensenya a respectar tots els humans basant-se en una dignitat inherent. D'acord amb Joan Pau II, cadascun dels éssers humans "està cridat a la plenitud de la vida que excedeix de lluny les dimensions de la seva existència terrenal, car consisteix a compartir la mateixa vida de Déu. Els catòlics s'oposen al racisme i a altres formes de discriminació. El 2007, la Conferència Episcopal dels Estats Units va escriure que:
| « | El magisteri catòlic sobre la dignitat de la vida ens crida... per prevenir el genocidi i els atacs contra els no-combatents, per oposar-se al racisme, i per superar la pobresa i el patiment. Les Nacions estan cridades a protegir el dret a la vida buscant maneres efectives per combatre els malvats i el terror sense haver de recórrer als conflictes armats, llevat com a darrer recurs, cercant sempre en primer lloc resoldre les disputes mitjançant mètodes pacífics. Venerem la vida dels nens al ventre, les persones de les persones que moren a les guerres i de fam, i de fet les vides de tots els éssers humans com a fills de Déu. | » |

### La crida a la família, la comunitat i la participació
D'acord al llibre del Gènesi, Déu digué «No és bo que l'home estigui sol» L'Església Catòlica ensenya que l'home ja no és només un animal sagrat, sinó que també és un animal social, i que la família és la unitat primera i bàsica de la societat. Defensa una visió complementària del matrimoni, la vida familiar i el lideratge religiós. El desenvolupament total humà té lloc en la relació amb els altres. La família (basada en el matrimoni entre un home i una dona) és la primera i fonamental unitat de la societat i és el santuari per la creació i la criança dels nens. Conjuntament, les famílies formen comunitats, les comunitats formen un estat i, conjuntament, a través del món cada ésser humà és part de la família humana. Com aquestes comunitats s'organitzen políticament, econòmicament i socialment és de la major importància. Cada institució ha de ser jutjada per com augmenta o disminueix la vida i la dignitat dels éssers humans.
La Doctrina Social de l'Església s'oposa a les aproximacions col·lectivistes com el comunisme, però a l'hora també rebutja polítiques de laissez-faire sense restricció i la noció que un mercat lliure produeix automàticament justícia social. L'estat té un paper moral positiu per jugar quan la societat no aconsegueixi una distribució justa i equiparable dels recursos amb un mercat totalment lliure. Tothom té el dret de participar en la vida econòmica, política i cultural de la societat i, sota el principi de la subsidieritat, les funcions de l'estat han de tenir lloc al nivell més baix.

### Drets i responsabilitats
Tothom té el dret fonamental a viure i a les necessitats de la vida. A més, cada ésser humà té el dret a viure una vida plena i decent, pel que fa al treball, l'assistència sanitària i l'educació. El dret a exercir la llibertat religiosa pública i privadament per les persones i les institucions, conjuntament amb la llibertat de consciència, necessita ser constantment defensant. De manera fonamental, el dret a l'expressió lliure de les creences religioses protegeix tots els altres drets.
L'Església dona suport a la propietat privada i ensenya que «tothom té per naturalesa el dret a tenir propietats.» El dret a la propietat privada no és absolut, però, i està limitat pel concepte de la hipoteca social. És teòricament moral i just pels seus membres destruir les propietats emprades de mala manera pels altres, ni per l'Estat per redistribuir la riquesa d'aquells que l'han acaparat injustament.
Amb relació a aquests drets hi ha els deures i responsabilitats: als altres, a les nostres famílies, i a la societat en general. Cal entendre i exercir els drets en un marc moral arrelat en la dignitat de la persona humana.
L'encíclica Laborem Exercens (1981) de Joan Pau II descriu el treball com la clau essencial de tota la qüestió social. El principi és un aspecte de la vocació humana. El treball inclou totes i cadascuna de les formes mitjançant les quals el món és transformat i la forma en què es mantenen els éssers humans. És mitjançant el treball que assolim la plenitud; per tal de complir amb si mateix hom ha de cooperar i treballar conjuntament per crear quelcom bo, un bé comú. El que s'anomena justícia és l'estat d'harmonia social en el qual les accions de cada persona han de servir per al bé comú.
La llibertat d'acord la Llei Natural és la potenciació del bé. En ser lliure es tenen responsabilitats. A les relacions humanes hom té responsabilitats vers l'altre, sent això la base dels drets humans.
Els Deu Manaments mostren l'estructura bàsica de la Llei Natural en la mesura en què s'aplica a la humanitat. Els tres primers són el fonament per a tot el que segueix: l'Amor de Déu, l'adoració de Déu, la santedat de Déu i la construcció del poble de Déu. Els altres set manaments són relatius a l'amor de la humanitat i descriuen les diferents maneres en què han de servir al bé comú: honorar pare i mare, no matar, no cometre adulteri, no robar, no donar fals testimoni, no cobejar els béns aliens Jesucrist els resumí amb el Nou manament: Estimeu-vos els uns als altres com jo us he estimat. El misteri de Jesús és un misteri d'amor. La relació de l'home cap a Déu no és una relació de por, esclavatge o opressió; és una relació de confiança serena nascuda d'una tria lliure motivada per l'amor. Per Joan Pau II l'amor és la vocació fonamental i innata de cada ésser humà.

### Opció preferent pels pobres i vulnerables
Jesús ensenyà que el Dia del Judici Déu preguntarà a tots què van fer pels pobres i pels necessitats: « tot allò que fèieu a un d'aquests germans meus més petits, a mi m'ho fèieu». Això queda reflectit en el Codi de Dret Canònic, que constata que Els fidels tenen també el deure de promoure la justícia social, així com recordant el precepte del Senyor, ajudar els pobres amb els seus propis béns.
Mitjançant les paraules, pregàries i obres hom ha de mostrar solidaritat i compassió vers els pobres. Les polítiques de les institucions públiques han de mostrar «l'opció preferencial pels pobres» a l'avantguarda de tot. La prova moral de qualsevol societat és «com tracta els seus membres més vulnerables. Els pobres tenen el dret moral més urgent a la consciència de la nació. Estem cridats a mirar les decisions de política pública en termes de com afecten els pobres.»
El Papa Benet XVI ensenyà que «l'amor per les vídues, orfes, presoners, malalts i els necessitats de tota mena és tan essencial com el ministeri dels sagraments i la predicació de l'Evangeli.» Aquesta opció preferencial pels pobres i vulnerables inclou aquells marginalitzats al nostre país, els discapacitats, els ancians i malalts terminals, i les víctimes de la injustícia i l'opressió.

### La dignitat del treball
La societat ha de perseguir la justícia econòmica i l'economia ha de servir la gent, no pas a l'inrevés. Els empresaris no han de «mirar els seus treballadors com els seus fiadors, però... el respecte a la dignitat de cadascú com a persona ennoblida pel caràcter cristià» Els empresaris han de contribuir al bé comú mitjançant els serveis o productes que puguin crear i per la creació de llocs de treball que elevin la dignitat i els drets dels treballadors.
Els treballadors tenen el dret a treballar, a guanyar un salari digne i a formar sindicats per protegir els seus interessos. Tots els treballadors tenen dret a un treball profitós, a salaris justos i decents, i en condicions segures de treball. Els treballadors també tenen responsabilitats; realitzar el treball d'un dia just per un salari just, pel tractament dels empresaris i companys de feina, i per realitzar la seva feina de manera que contribueixi al bé comú. Els treballadors han d'acomplir la tasca que han acceptat fer "plenament i fidelment".
El 1933 Dorothy Day i Peter Maurin fundaren el Moviment Obrer Catòlic. Es comprometé a la no-violència, la pobresa voluntària, l'oració i l'hospitalitat pels marginats i més pobres de la societat. Actualment més de 185 comunitats continuen protestant per la injustícia, la guerra, el racisme i la violència de qualsevol forma.

### Solidaritat
La solidaritat és indubtablement una virtut cristiana. Es tracta d'anar més enllà de si mateix cap a la gratuïtat absoluta, el perdó i la reconciliació. Dirigeix cap a una visió de la unitat de la humanitat, un reflex de la vida íntima de Déu... És una unitat que uneix els membres d'un grup.
Tots els pobles del món pertanyen a la família humana. Hem de ser el guardià del nostre germà malgrat que la distància, la llengua o la cultura ens pot separar. Jesús ensenya que hem d'estimar els nostres veïns com a nosaltres mateixos a la paràbola del Bon Samarità, on veiem que la nostra compassió ha d'estendre's a tots. La solidaritat inclou la crida que fa l'Escriptura a donar la benvinguda els estrangers entre nosaltres, incloent-hi els immigrants que busquen treball, una llar segura, educació pels seus fills i una vida decent per a les seves famílies.
La Solidaritat a escala internacional es preocupa principalment de l'Hemisferi Sud. Per exemple, l'Església ha insistit moltes vegades que el deute extern dels països en vies de desenvolupament sigui condonat, en particular durant els anys jubilars. La caritat a les persones o grups ha de ser acompanyada per la transformació de les estructures injustes.

### Cura per la creació de Déu
Una versió bíblica de la justícia és molt més comprensible que la igualtat civil, que acompanya les bones relacions entre tots els membres de la creació de Déu. La cura de la Creació: els béns del món estan disponibles per a la humanitat per fer-los servir sota una "hipoteca social" que porta amb si la responsabilitat de protegir el medi ambient. Els "dons de la terra" són dons de Déu, i han estat lliurats per Déu a benefici de tots. L'home ha rebut el domini de la creació perquè el mantingui, més que no l'exploti, i té l'ordre de ser un bon administrador dels dons que Déu li ha lliurat. No podem usar i abusar els recursos naturals que Déu ens ha lliurat mitjançant una mentalitat de consum destructiu.
El Magisteri Social Catòlic reconeix que els pobres són els més vulnerables a l'impacte del medi ambient i suportar les dificultats desproporcionades quan les àrees naturals són explotades o malmeses.

## El Magisteri Social de l'Església en acció

### La Santa Seu
Diversos organismes de la Santa Seu estan dedicats a qüestions socials. El Consell Pontifici per la Justícia i la Pau està encarregat en la promoció de «la justícia i la pau al món, a la llum de l'Evangeli i del magisteri social de l'Església.» Treballa per clarificar, expandir i desenvolupar nous magisteris a les àrees de la pau, justícia i drets humans. El consell també col·labora amb organitzacions catòliques locals i internacionals per treballar en aquestes àrees, i treballa amb les organitzacions de benestar social de les Nacions Unides, mitjançant la Secretaria d'Estat. El consell supervisa les activitats de Caritas Internacional. També opera la Fundació Joan Pau II pel Sahel i la Fundació Populorum Progressio. L'Acadèmia Pontifícia de Ciències Socials promou l'estudi i el progrés de les ciències socials. L'acadèmia treballa amb diversos dicasteris, especialment el Consell per la Justícia i la Pau per contribuir al desenvolupament del magisteri social de l'Església. A Catalunya, un dels autors que ha reflexionat més sobre aquestes qüestions és Antoni Maria Oriol i Tataret.

### Europa
La Democràcia Cristiana, un moviment polític en nombrosos països europeus i de Llatinoamèrica està significativament influït pel magisteri social. Ha influït d'altres moviments polítics en diversos graus a tot el món, inclosos països no catòlics.
El principi de subsidiarietat que s'originà a la Rerum Novarum va establir-se a la llei de la Unió Europea del Tractat de Maastricht signada el 7 de febrer de 1992 i entrà en vigència l'1 de novembre de 1993. La formulació present està continguda a l'article 5 del Tractat d'Establiment de la Comunitat Europea, versió consolidada després del Tractat de Niça, que entrà en vigència l'1 de febrer de 2003.
Progressio Ireland, una ONG amb seu a Dublín, va fundar-se segons els principis del magisteri social. Treballa per assolir el desenvolupament sostenible i l'erradicació de la pobresa als països en vies de desenvolupament.